# Шеикат Алави
Шеикат Алави (арап. مشيخة العلوي) је био шеикат (вазална феудална држава) под контролом Британског Царства. Шеикат је постојао од 1743. до 1967. године на југу Арабијског полуострва. Главни град овог малог планинског шеиката био је Ал Каша..

## Историја
Овај мали планински шеикат основао је шеик Сајел Бин Алави Ал Раба 1743. који се ту населио и основао град Ал Каша, након што је морао побјећи из Наџрана (данашња Саудијска Арабија) због свађе која је избила између његове фамилије, владарске династије Хепатулах из Наџрана те фамилије своје жене која је била из владарске фамилије Хамедулден из Сјеверног Јемена.
Британско Царство је због осигурања луке Аден, жељело осигурати сигурност и мир у позадини те своје крунске колоније. Због тога је од краја 19. стољећа почело склапати уговоре о заштити с месним племенским вођама. Шеик Алавија склопио је међу првима неслужбени уговор с Британцима 1886. године. Тако је Шеикат Алави био је једна од првих девет чланица које су основале Протекторат Аден. Потом се Шеикат Алави 1960-их придружио новом британском протекторату Федерацији Арапских Емирата Југа, из које је 1963 године настала Федерација Јужне Арабије.
Посљедњи шеик Алавија био је Салих ибн Сајил Ал Алави, који је свргнут с власти, кад је власт у тадашњем Јужном Јемену преузео Народни ослободилачки фронт (NLF) 1967. НЛФ је убрзо укинуо све британске парадржаве и основао Демократску Народну Републику Јемен.